# Nothostele
Nothostele es un género monotípico de orquídeas perteneciente a la subfamilia Orchidoideae. Su única especie es Nothostele acianthiformis.

## Descripción
Son plantas de crecimiento cespitoso, terrestres, de temporada, entrando en períodos de latencia, cuando sólo existen sus raíces tuberosas fasciculadas, por lo general sin hojas durante la floración.  Con pseudotallo con pequeñas flores.  El labio es sésil con gruesos márgenes. 

## Distribución y hábitos
Esta especie sólo se produce en Brasil, se encuentra en los estados de Goiás y Minas Gerais, donde viven en las orillas de los ríos o los acantilados de piedra caliza en el suelo, alrededor de 1400 metros de altitud.

## Taxonomía
Nothostele acianthiformis fue publicada por (Rchb.f. & Warm.) Garay en Botanical Museum Leaflets 28 (4): 340 en el año 1982. La única especie de este género, y por lo tanto, su especie tipo, es el Nothostele acianthiformis (Rchb.f. Warm.). Garay, originalmente Pelexia acianthiformis Rchb.f. & Warm..
Etimología
El nombre del género viene del griego nothe, falso, y stele, columna, es una alusión al hecho de que segmentos de la columna de sus flores no están completamente fusionados.
Sinonimia
- Pelexia acianthiformis Rchb.f. & Warm. in H.G.Reichenbach, Otia Bot. Hamburg.: 83 (1881).
- Stenorrhynchos acianthiformis (Rchb.f. & Warm.) Cogn. in C.F.P.von Martius & auct. suc. (eds.), Fl. Bras. 3(4): 180 (1895).
- Centrogenium acianthiforme (Rchb.f. & Warm.) Hoehne, Fl. Bras. 8(12; 2): 289 (1945)[2]